# Анортит
Анортит (грец. ανορθος — косий) — породотвірний мінерал класу силікатів з групи плагіоклазів. Кальціїстий різновид плагіоклазів (№ 90-100).

## Загальний опис
Хімічний склад чистого анортиту: CaAl2Si2O8, де CaO — 20,1%, Al2O3-36,7%, SiO2 — 43,2%.
Безбарвний або білий, сірий, іноді жовтуватий, червонуватий.
Блиск скляний, злом нерівний. Прозорий до напівпрозорого.
Твердість 6 — 6,5.
Густина 2,76.
Анортит утворює здебільшого зернисті агрегати. Кристали призматичні, рідше витягнуті. Утворює суцільні зернисті маси.
Сингонія триклінна.
Характерний для основних інтрузивних і ефузивних магматичних порід. Знаходиться разом з магніїсто-залізистими силікатами, а також у метеоритах. В Україні є в межах Українського щита, на Донбасі. Використовується в керамічній промисловості.
Породотвірний мінерал таких магматичних порід, як базальт, олівінове габро, норит; зустрічається в контактах магматичних порід з вапняками, в амфіболітах.
Анортит зустрічається в Карелії, на Уралі, в Україні.
Розрізняють:
- анортит баріїстий (відміна анортиту, яка містить до 5,5% ВаО);
- анортит ґаліїстий (штучний анортит, у якому алюміній заміщується ґалієм);
- анортит-гаюїн (гіпотетичний компонент групи содаліту, що містить Са);
- анортит ґерманіїстий (штучний анортит, в якому кремній заміщується ґерманієм);
- анортит каліїстий (відміна анортиту, яка містить понад 6,5% К2О).